# Sugut
Le fleuve Sugut (en malais : Sungai Sugut) est un cours d'eau de l'État de Sabah, en Malaisie. Il est situé sur l'île de Bornéo. 

## Géographie
Il est long de 178 km[réf. nécessaire] et le bassin versant a une superficie de 2 150 km2[réf. nécessaire]. Le cours d'eau prend sa source Au pied du Mont Kinabalu dans le nord ouest de Sabah puis  coule  jusqu'à son embouchure situé sur la côte nord dans la Mer de Sulu. 

## Histoire
La vallée du Sugut a été le théâtre au XIXe siècle de la révolte de Matt Saleh contre la  British North Borneo Chartered Company. 

## Affluents
Ses affluents sont sur la rive gauche les  Liwagu et Klagan et sur la rive droite le Beluran.[réf. nécessaire]

## Aménagements et écologie
On trouve dans le bassin de la Sugut de nombreux mammifères rares dont le  nasique, le gibbon de Müller, l'orang-outan de Bornéo, la panthère nébuleuse, l'ours malais, le rhinocéros de Sumatra ainsi que le crocodile marin.    